# Szent arkangyalok fatemplom (Nemesbudafalva)
A nemesbudafalvi Szent arkangyalok fatemplom műemlékké nyilvánított épület Romániában, Máramaros megyében. A romániai műemlékek jegyzékében az  MM-II-m-A-04788 sorszámon szerepel.